# Supercoupe d'Europe masculine de handball 1997
Navigation
Supercoupe 1996 Supercoupe 1998
La Supercoupe d'Europe masculine de handball 1997 est la 2e édition de la compétition qui a eu lieu les 20 et 21 décembre 1997 à Irun en Espagne.
Elle est remportée pour la deuxième fois consécutive par le FC Barcelone, vainqueur en finale du club hôte, l'Elgorriaga Bidasoa.

## Équipes engagées et formule
Les équipes engagées sont :
- FC Barcelone, vainqueur de la Ligue des champions (C1) ;
- Elgorriaga Bidasoa, organisateur et vainqueur de la Coupe des coupes (C2) ;
- Virum-Sorgenfri HK, finaliste de la Coupe de l'EHF (C3) ;
- Kolding IF, finaliste de la Coupe des Villes (C4).

A noter l'absence des clubs allemands du SG Flensburg-Handewitt, vainqueur de la Coupe de l'EHF, et du TuS Nettelstedt, vainqueur de la Coupe des Villes.
Le format de la compétition est une phase finale à 4 (demi-finale, finale et match pour la 3e place) avec élimination directe.

## Résultats
|  | Demi-finales       | Demi-finales       |                        |    | Finale | Finale |
|  | Demi-finales       | Demi-finales       |                        |    | Finale | Finale |
|  |                    |                    |                        |    |        |        |
|  |                    |                    |                        |    |        |        |
|  |                    |                    |                        |    |        |        |
|  | FC Barcelone       | 37                 |                        |    |        |        |
|  | FC Barcelone       | 37                 |                        |    |        |        |
|  | Kolding IF         | 26                 |                        |    |        |        |
|  | Kolding IF         | 26                 | FC Barcelone           | 25 |        |        |
|  |                    |                    | FC Barcelone           | 25 |        |        |
|  |                    | Elgorriaga Bidasoa | 20                     |    |        |        |
|  | Elgorriaga Bidasoa | Elgorriaga Bidasoa | 20                     | 25 |        |        |
|  | Elgorriaga Bidasoa |                    |                        | 25 |        |        |
|  | Virum-Sorgenfri HK | 23                 |                        |    |        |        |
|  | Virum-Sorgenfri HK | 23                 | Match pour la 3e place |    |        |        |
|  |                    |                    |                        |    |        |        |
|  |                    |                    |                        |    |        |        |
|  |                    |                    |                        |    |        |        |
|  | Kolding IF         | 36                 |                        |    |        |        |
|  | Kolding IF         | 36                 |                        |    |        |        |
|  | Virum-Sorgenfri HK | 34                 |                        |    |        |        |
|  | Virum-Sorgenfri HK | 34                 |                        |    |        |        |